# 藤葉栄衰記
『藤葉栄衰記』（とうようえいすいき）は、現在の福島県を舞台とした軍記物である。年代も著者も明らかではないが、寛永2年（1625年）8月の奥書がある写本が存在する。
奥州須賀川城を居城とした、戦国大名二階堂氏の興亡を叙述している。藤葉と名付けたのは二階堂氏が藤原氏の末流であることが由来と考えられる。室町時代の二階堂為氏の須賀川城奪回と、伊達政宗の須賀川城攻略に重きを置き、豊臣秀吉の天下統一で筆がおかれている。
明治時代に『史籍集覧』が2度活字にし、『続群書類従』が句読を附して活字にした。
「二階堂栄衰記」、「二階堂実録」、「須賀川落城記」と名付けられた写本もあり、全編の骨格は変わらないが、書き写した人物の悪意ならざる意図により加筆修正されていったと思われる。地名人名など詳しく記載しな記録的な部分もあるが、この時代の軍記物としては文筆に力があるといえる。